# 东港北站
东港北站位于中国辽宁省丹东市下辖东港市新城街道刘家泡社區，经过本站的铁路有丹大城际铁路，距丹东站38公里，大连北站255公里，建筑面积4000平方米，为客运三等火车站。

## 車站構造
站体设计风格采用欧洲流线型主题。

## 历史
东港北站于2015年12月17日随丹大快速铁路一起投入使用。

## 外部連結
- 中国铁路客户服务中心（页面存档备份，存于）